# Geosesarma starmuhlneri
Geosesarma starmuhlneri is een krabbensoort uit de familie van de Sesarmidae. De wetenschappelijke naam van de soort is voor het eerst geldig gepubliceerd in 1984 door Pretzmann.